# تاتسونو (هيوغو)
مدينة تاتسونو (بالإنجليزية: Tatsuno)‏ هي أحد المدن التابعة لمحافظة هيوغو. تأسست رسميًا في 01/10/2005. ويقدر عدد سكانها بـ 80988 نسمة حسب تقدير مكتب الإحصاء الياباني لعام 2012. تبلغ مساحة تاتسونو 210.93 كم2. بكثافة سكانية تبلغ 384 نسمة/كم2.

## توأمة
لتاتسونو (هيوغو) اتفاقيات توأمة مع:
- ناغاهاما (2001 - )

## أعلام
- ماساكي كينوشيتا
- فوميتو أويدا
- أكيرا هوري
- ريو هانمورا